# Rogów (Sosnowa)
Rogów (niem. Rogau) – nazwa niestandaryzowana, kolonia wsi Sosnowa w województwie dolnośląskim, powiecie ząbkowickim, w gminie Kamieniec Ząbkowicki.
Pierwsza wzmianka o folwarku przypada na rok 1249 i był wtedy własnością cystersów z Kamieńca Ząbkowickiego.
Folwark przebudowywany był gruntownie w XIX i XX wieku.
Nazwa Rogów została nadana w 1950 r., znosząc niemiecką Rogau.
Kolonia złożona jest z 3 zagród, znajduje się około 1 km od wsi Sosnowa. W pobliżu przepływa potok Mąkolnica.